# Среднесибирское плоскогорье
Среднесиби́рское плоского́рье (якут. Орто Сибиир хаптал хайалаах сирэ) — плоскогорье в пределах Сибирской платформы в восточной части России на территории Восточной Сибири — в Якутии, Красноярском крае и Иркутской области.
На юге ограничено хребтами Восточного Саяна, на юго-западе руслом реки Кан, а также хребтами Прибайкалья и Забайкалья, на западе долиной Енисея, на севере — Северо-Сибирской низменностью, на востоке — долиной Лены.

## Рельеф

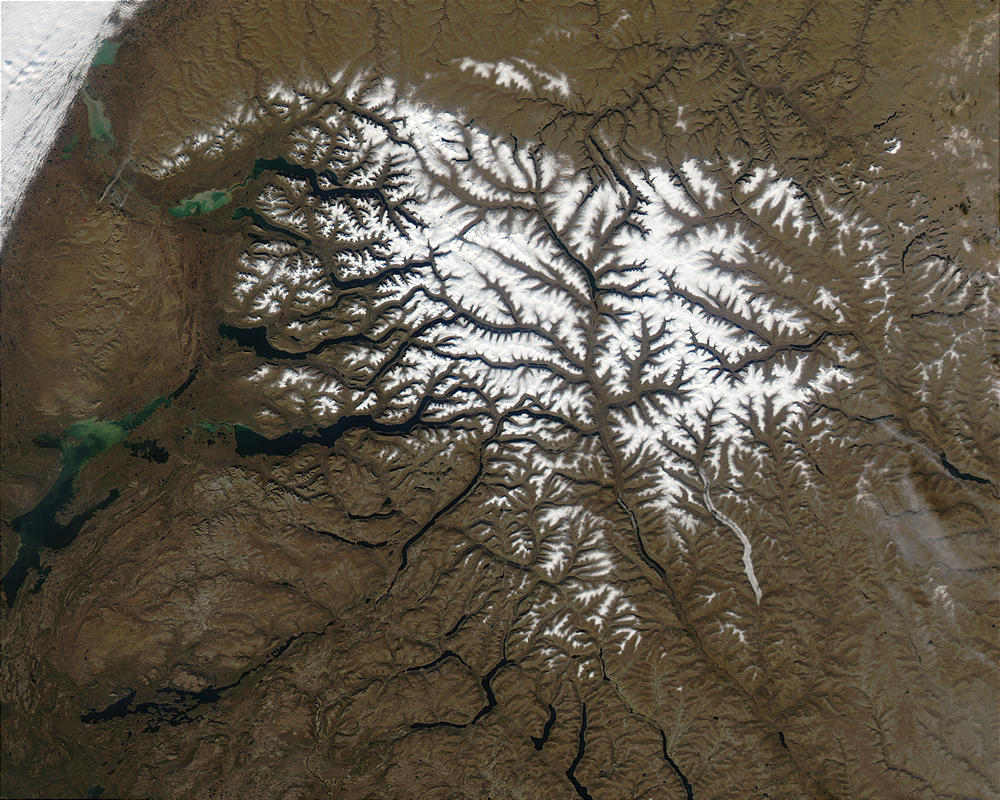
Плато Путорана

Среднесибирскому плоскогорью присуще чередование широких плато и кряжей. К наиболее поднятым частям территории относятся среднегорья Путорана (гора Камень — 1701 м над уровнем моря), сложенные вулканическими туфами и траппами. По западной окраине плоскогорья протягиваются сильно расчлененные возвышенности Енисейского кряжа со средней высотой 900 м над уровнем моря (высшая точка гора Енашимский Полкан — 1104 м над уровнем моря). Четко выделяется Средне-Ангарский кряж с высотами до 700—1000 м. Водоразделы Нижней Тунгуски, Ангары и Вилюя сглажены, с абсолютными отметками 400—600 м; местами характерны невысокие гряды и куполообразные поверхности на месте древних лакколитов. На северо-западе плоскогорья равнины имеют следы ледниковой обработки. На северо-востоке располагается Лено-Вилюйская низменность (Центрально-Якутская), с абсолютными отметками от 100 до 200 м, а по периферии — до 400 м.

## Климат

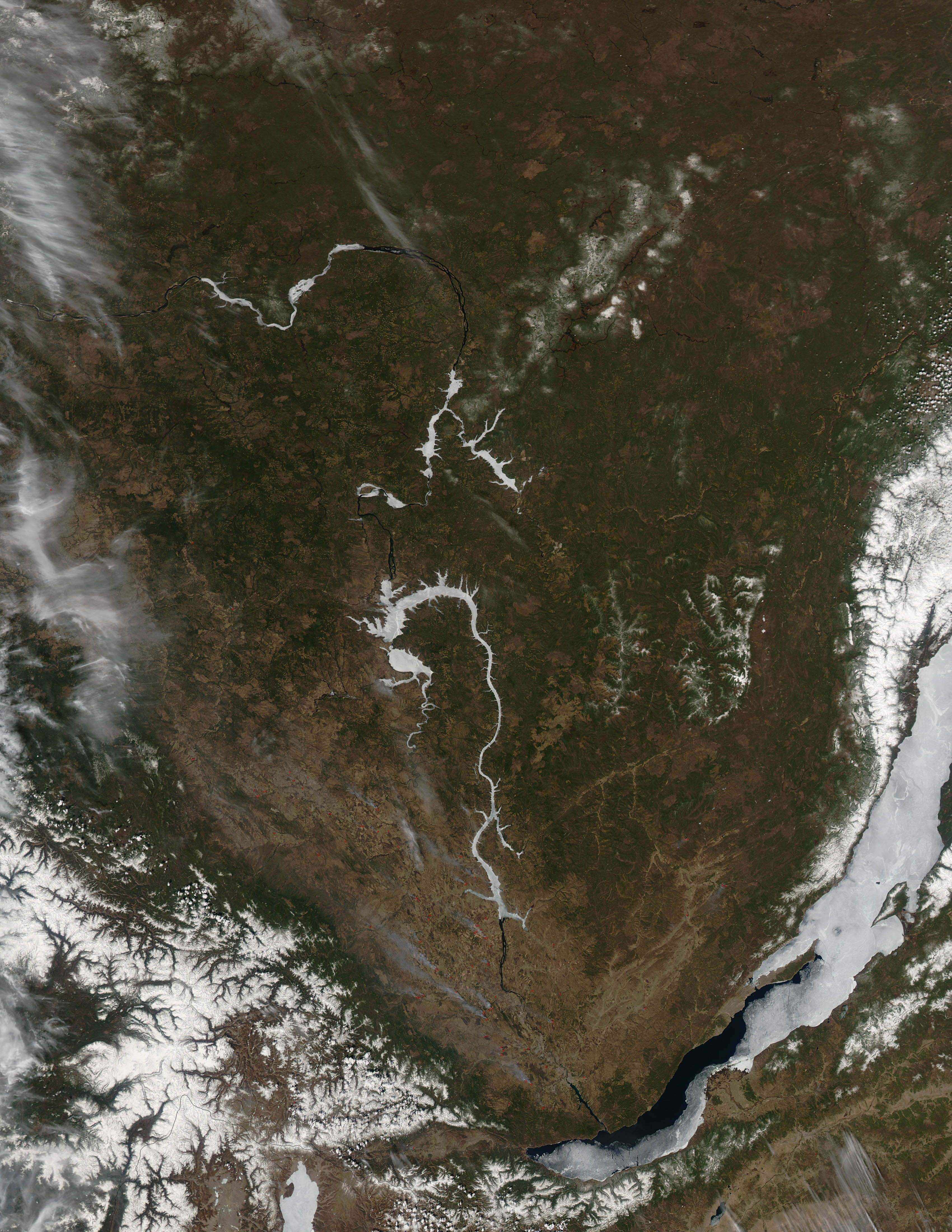
Пожары в районе Ангары. Май 2013 года

Основные особенности климата определяются географическим положением плоскогорья в средней части Северной Азии, удалённостью от тёплых морей и воздействием Северного Ледовитого океана. Климат на всей территории плоскогорья резко континентальный, с большими амплитудами температур теплого и холодного сезонов года, умеренным, а местами и небольшим количеством осадков, которые распределяются по сезонам очень неравномерно.
Средняя температура января на юге и юго-западе порядка −22 С, на севере — 44 С, что же касается средней температуры июля, то она соответственно достигает + 25 С на юге и + 12 С на севере. Для Среднесибирского плоскогорья характерно значительное увеличение континентальности климата в восточных её провинциях. В Якутии амплитуды абсолютных температур достигают 100°, а разница средних температур самого теплого и наиболее холодного месяцев — 55-65°. Наиболее суровыми зимы бывают на Вилюйском плато (центральная часть плоскогорья), где минимальная температура нередко опускается ниже — 60 С.
Осадков здесь выпадает не очень много — на юге в среднем 250—300 мм в год, на севере 400—500 мм в год (максимум осадков приходится на плато Путорана — 700—800 мм в год). Большая часть осадков приходится на вторую половину лета: нередко в июле и августе их выпадает в 2-3 раза больше, чем за весь длительный холодный период. Типичны также сильные колебания количества осадков в различные годы. В Дудинке в засушливый год выпадает всего 125 мм, а в дождливый год — до 350 мм; для сравнения, в Красноярске, который не расположен на этом плоскогорье годовая сумма атмосферных осадков колеблется от 127 до 475 мм
Важнейшим следствием резко континентального климата является почти повсеместное распространение вечной мерзлоты. Её формированию способствуют низкие температуры зимы и небольшая, особенно на востоке плоскогорья, мощность снежного покрова. В течение холодного времени года горные породы теряют здесь большое количество тепла и промерзают на значительную глубину, превращаясь в твердую мерзлую массу. Южная граница распространения сплошной вечной мерзлоты проходит несколько севернее долин Нижней Тунгуски и Вилюя. К северу от этой линии мощность вечномерзлого слоя особенно велика: во многих местах она превышает сотни метров, достигая в бассейне Вилюя 600 м, а в бассейне реки Мархи даже 1500 м. В южной половине страны среди участков, скованных мерзлотой, встречаются пространства с талыми грунтами, и распространение мерзлоты постепенно становится островным. На юге заметно уменьшается и мощность мерзлоты: в большинстве районов она уже не превышает 30-50 м, а на крайнем юге Красноярского края составляет всего 5-10 м.

## Почвы
В северной половине среднесибирской тайги формируются глеево-мерзлотно-таёжные и мерзлотно-таёжные почвы. Основные особенности их связаны с залегающим близко от поверхности горизонтом вечной мерзлоты, создающим условия непромывного водного режима и затрудняющим вынос солей. Мерзлотно-таежные почвы отличаются кислой реакцией и присутствием следов перемещения почвенной массы под влиянием мерзлотных явлений: выпирания в результате гидродинамических напряжений, оползания и оплывания. На лёссовидных суглинках Центральной Якутии формируются дерново-лесные и мерзлотно-таежные палевые (нейтральные) осолоделые почвы, не имеющие аналогов нигде на земном шаре.
Значительные площади занимают также почвы, формирующиеся в условиях горного рельефа, — горно-тундровые (в плато Путорана и в Анабарском массиве), горно-мерзлотно-таежные и горно-лесные карбонатные. На юге — в Приангарье — доминируют зональные дерново-подзолистые и дерново-лесные бурые, а в лесостепных «островах» — серые лесные почвы и чернозёмы.

## Гидрография

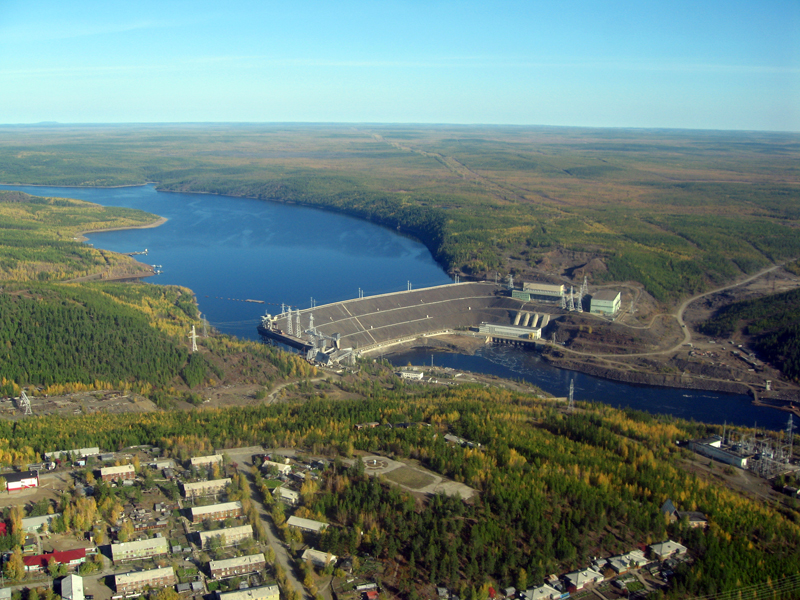
Вилюйская ГЭС и посёлок Чернышевский

Поверхность плоскогорья расчленена густой сетью речных долин; глубина их в наиболее приподнятых окраинных провинциях достигает 250—300 м, а местами и более. Реки относятся к бассейну Северного Ледовитого океана, наиболее крупные из них — Нижняя Тунгуска, Подкаменная Тунгуска, Ангара, Лена, Вилюй и правая составляющая Хатанги — река Котуй. Многие реки имеют горный характер, отличаются быстрым течением и значительными уклонами. Там, где они пересекают выходы кристаллических пород, в русле образуются многочисленные пороги, водопады, шиверы; скорость течения в таких местах достигает 3—5 м/сек. Только в низовьях и в пределах низменностей реки протекают в широких долинах, а течение их становится медленным.
Большинство среднесибирских рек питается талыми снеговыми водами и летне-осенними дождями. Доля грунтового питания по причине широкого распространения вечной мерзлоты сравнительно невелика (обычно не более 5—8 %), но несколько увеличивается в южных районах. Почти на всех реках сток за тёплый период года составляет до 70—90 % годового, а на зиму приходится не более 10 %. Основная масса воды стекает в период половодья — в конце весны, а на севере страны — в начале лета. Снежный покров сходит дружно, в условиях ещё слабо оттаявших грунтов. Поэтому талые воды не просачиваются в почву и стекают в реки, вызывая значительный подъём уровня воды, который достигает на Лене 10 м, а на Нижней Тунгуске даже 20—25 м.

## Флора и фауна

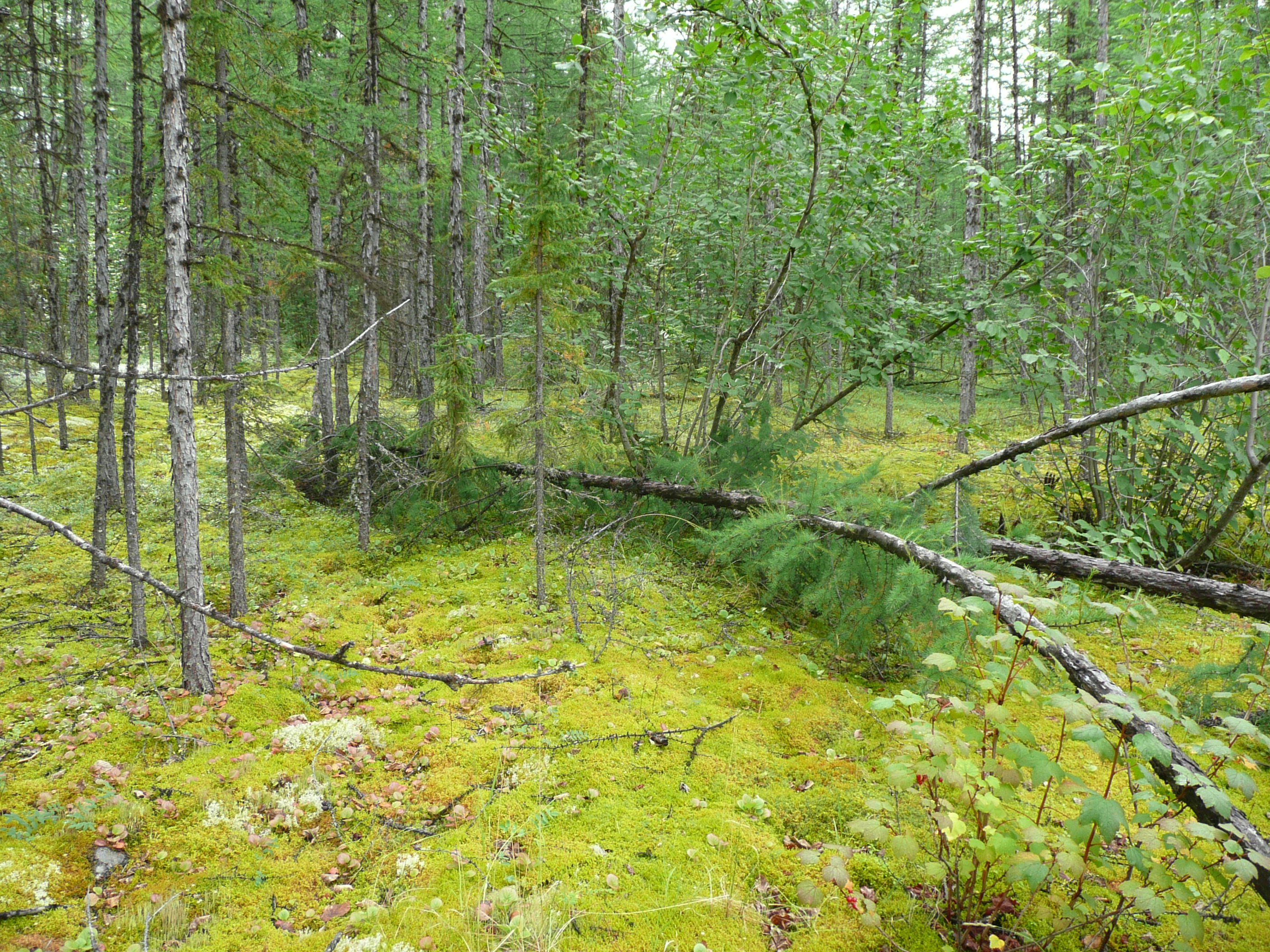
Лиственничный лес с елью в районе реки Нижняя Тунгуска (плато Путорана)

Преобладают лиственничные леса, в южной части сосново-лиственничные и сосновые боры. Северная часть плоскогорья занята горной тундрой. В долинах на юге Среднесибирского плоскогорья встречаются участки лесостепей (Канская и Красноярская лесостепи) и степей (Балаганские степи).
Значительные амплитуды высот и сильно пересеченный рельеф обусловливают отчетливо выраженную высотную зональность. Так, в горах низовьев Нижней Тунгуски на высоте до 250—400 м располагается темнохвойная тайга, которая выше сменяется светлохвойными лиственничными лесами. На высоте 500—700 м они переходят в горное лиственничное редколесье или заросли кустарниковой ольхи; вершины массивов, поднимающихся выше 700—800 м, заняты горной каменистой тундрой.
Животный мир достаточно разнообразен. В тайге водится бурый медведь, лось, росомаха, заяц, соболь, в тундре — северный олень, песец. Реки очень богаты рыбой, самые ценные породы которых это осётр, таймень и сиг. Из птиц можно отметить глухаря и рябчика.

## Полезные ископаемые
В пределах плоскогорья находятся месторождения алмазов, никелевых, медных, железных и алюминиевых руд, каменного угля, графита, каменной соли, нефти и природного газа.